# Ring (Brzeg)

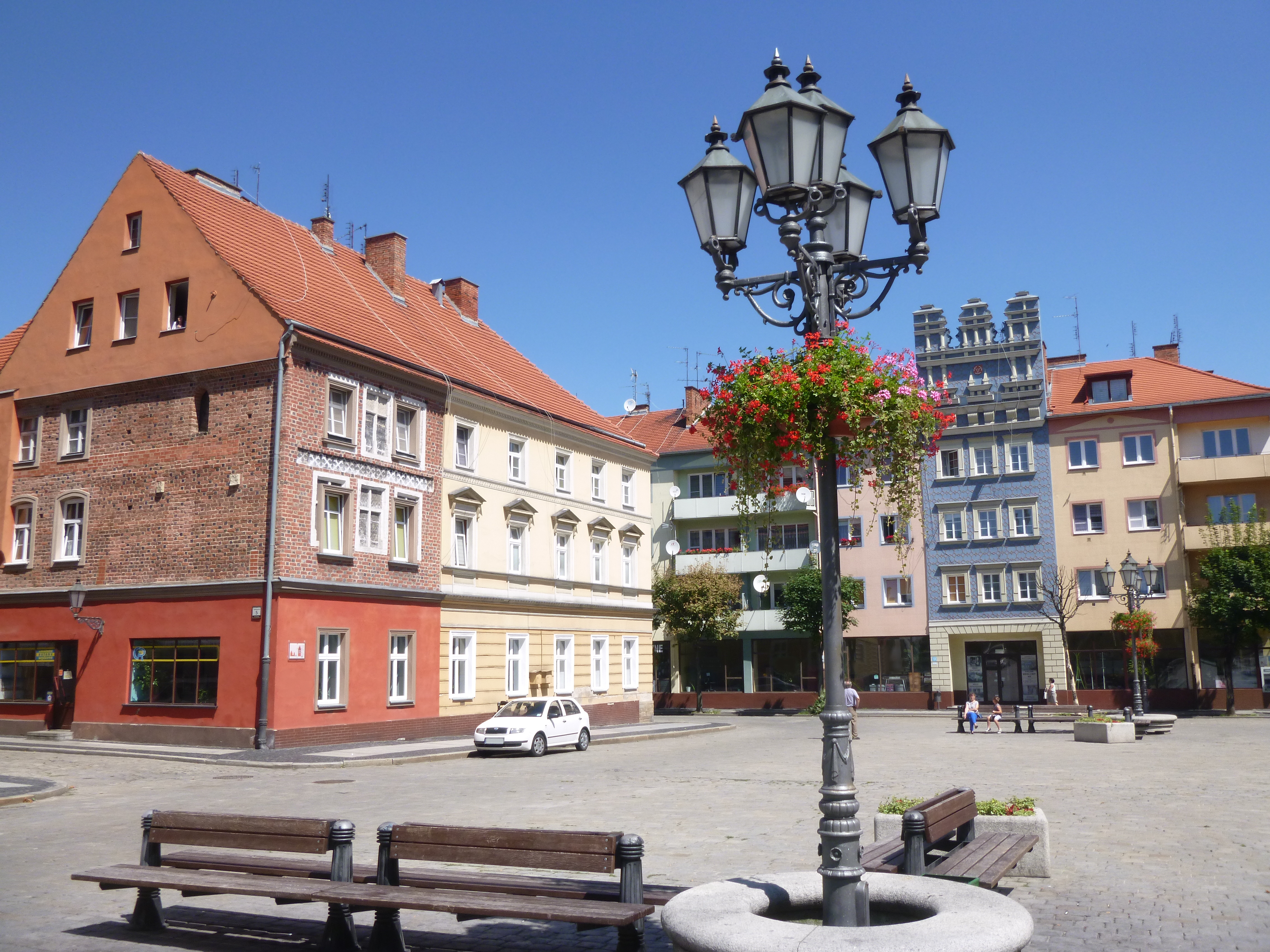
Ostseite des Rings mit Mittelblock (links)

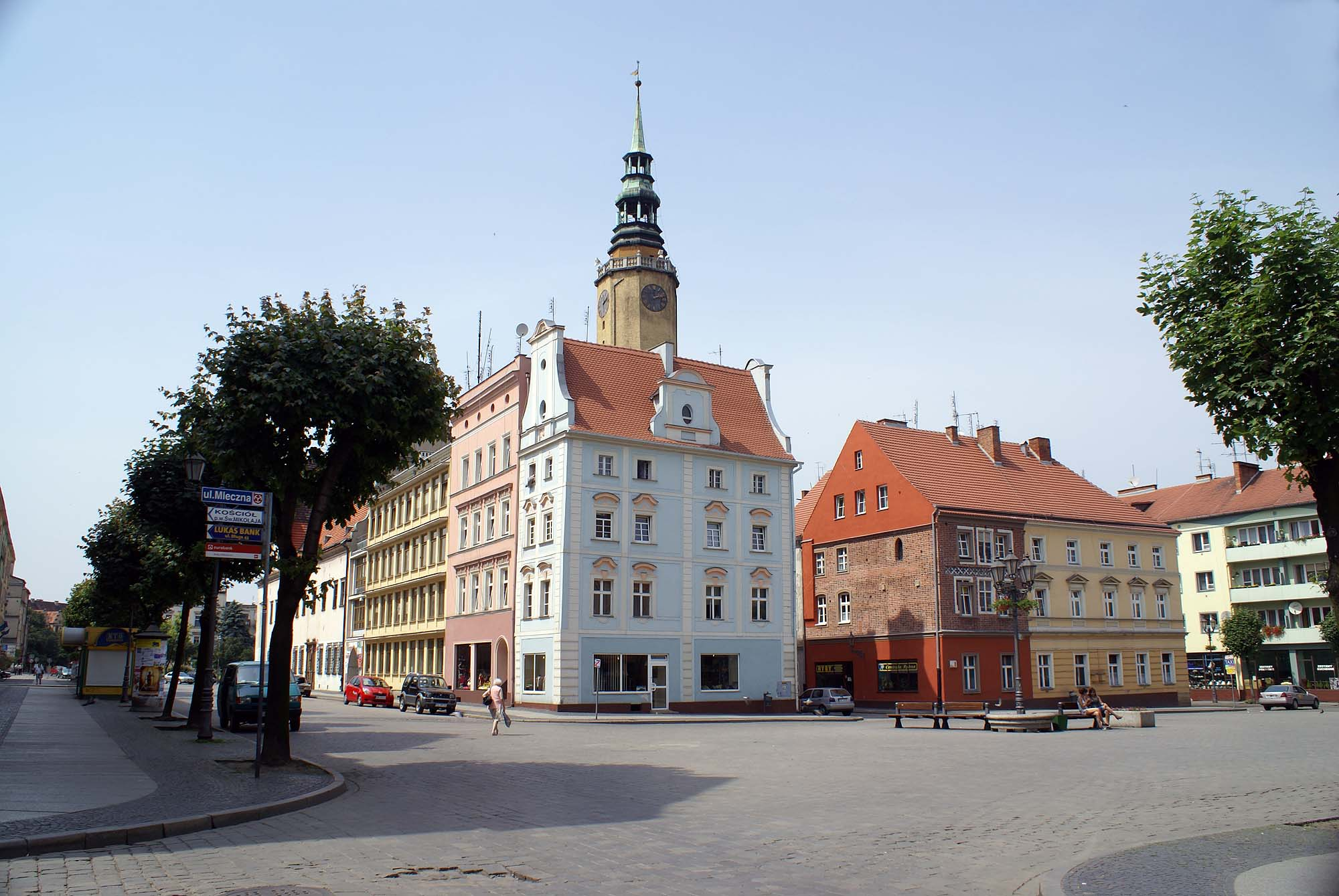
Mittelblock mit Rathausturm

Der Ring (polnisch Rynek) ist ein mittelalterlicher Marktplatz in Brzeg (dt. Brieg). Der Platz bildet den mittelalterlichen Kern der Stadt. Der Ring hat die Gestalt eines Rechtecks mit den Maßen 140 m mal 80 m. Die um den Ring angeordneten Bürgerhäuser stammen größtenteils aus der zweiten Hälfte des 19. Jahrhunderts und aus den 1970er Jahren.

## Lage
Der Ring bildet ein städtebauliches Ensemble mit den hier einmündenden Straßen in der Altstadt. Der Platz bildet das Zentrum der Stadt Brzeg. Die Mitte des Platzes bildet ein Innenkern aus Bürgerhäusern und dem im Stil der Renaissance erbauten Brieger Rathaus.
Am Ring münden insgesamt zehn Straßen ein: ul. Zamkowa (bis 1945 Burgstraße), ul. Wojska Polskiego (bis 1945 Zollstraße), ul. Garbarska (Gerberstraße), ul. Młynarska (Mühlstraße), ul. Reja Mikołaja (Oppelnerstraße), ul. ks. Jana Dzierżonia (Paulanerstraße), ul. Mleczna (Milchstraße), ul. Jabłkowa (Apfelstraße), ul. Staromiejska (Mollwitzer Straße) und ul. Fryderyka Chopina (Wagnerstraße).

## Geschichte
Der Ring entstand mit Gründung der Stadt in der Mitte des 13. Jahrhunderts. Der Platz entstand an der Kreuzung wichtiger Handelsrouten, darunter der „Hohen Straße“ (auch Via Regia genannt) sowie der Handelsroute von Glatz nach Gnesen. Ein Rathausbau wurde 1358 erstmals am Ring erwähnt. 1569 zerstörte ein Feuer einen Großteil der Stadt, darunter die Bebauung am Ring und das gotische Rathaus. Zwischen 1570 und 1577 erfolgte ein steinerner Neubau im Stil der Renaissance.
Im Zweiten Weltkrieg wurde ein Großteil der Bebauung nach Belagerung der Stadt zerstört. Die westliche Ringseite wurde vollkommen zerstört und nicht wieder aufgebaut. Heute befindet sich hier eine Grünfläche sowie der Straßendurchbruch der ul. Wojska Polskiego. Die Ruinen wurden in den 1950er Jahren abgetragen. An der Stelle kriegszerstörter Wohnhäuser entstanden moderne schlichte Wohnhäuser im Stil der sozialistischen Moderne.
Die erhaltene Ringbebauung aus der Zeit vor 1945 wurde zwischen 1972 und 1980 unter Denkmalschutz gestellt. Das Rathaus steht bereits seit 1964 unter Denkmalschutz. Seit 2019 wird ein Wiederaufbau des westlichen Ringseite diskutiert. Geplant ist eine Aufwertung des Rings mit einer modernen Bebauung in altstädtischen Formen.

## Bauwerke

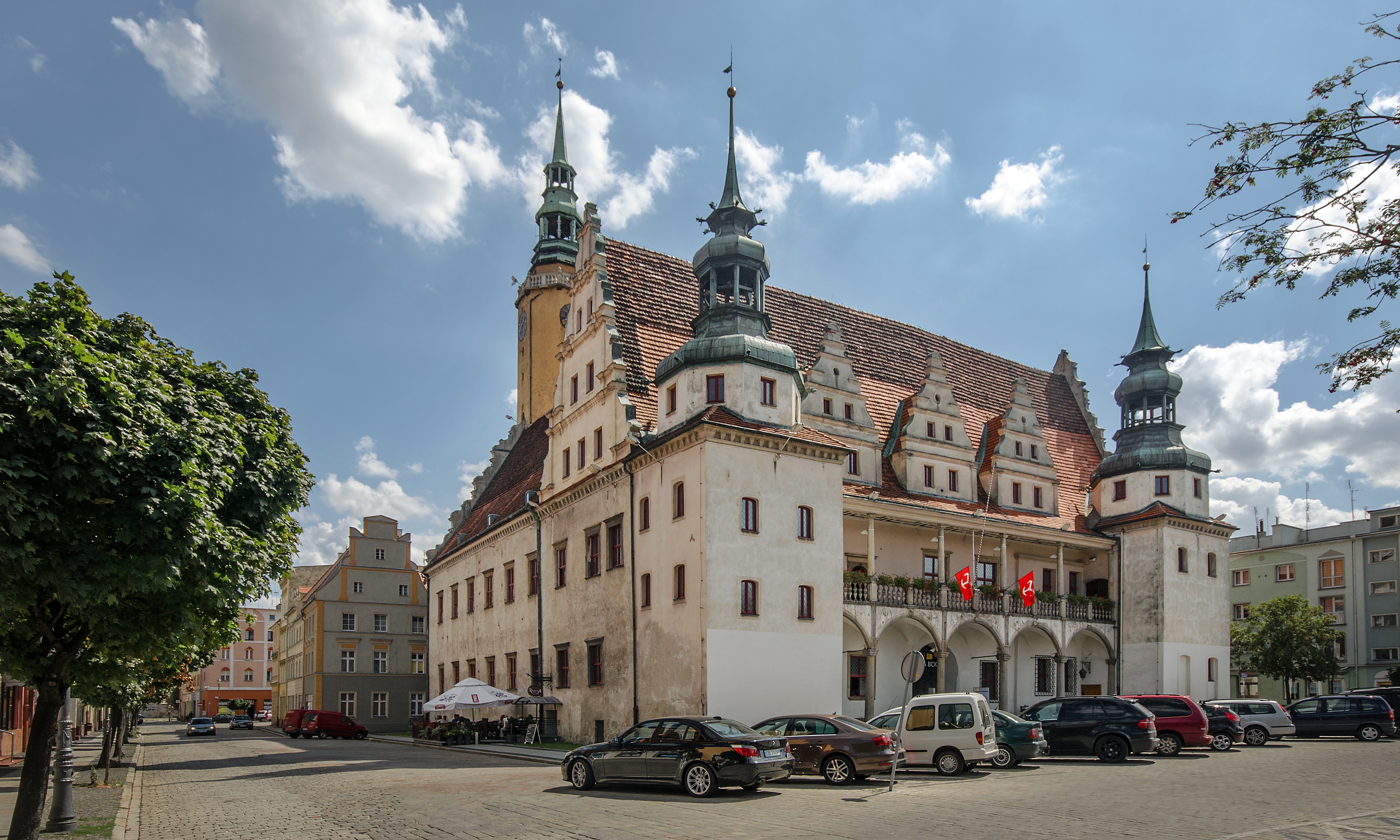
Rathaus

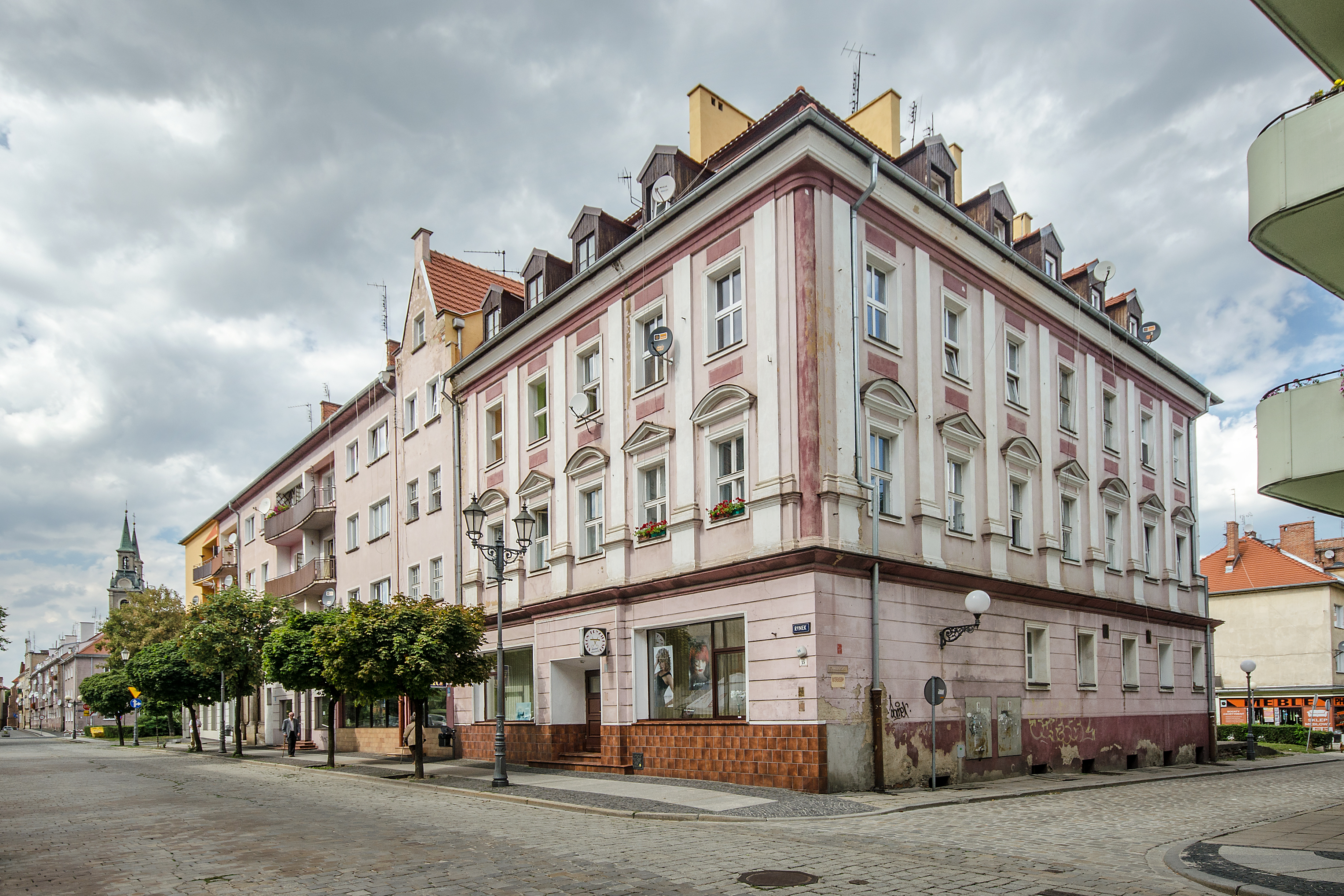
Nordseite des Ring mit Haus Nr. 15

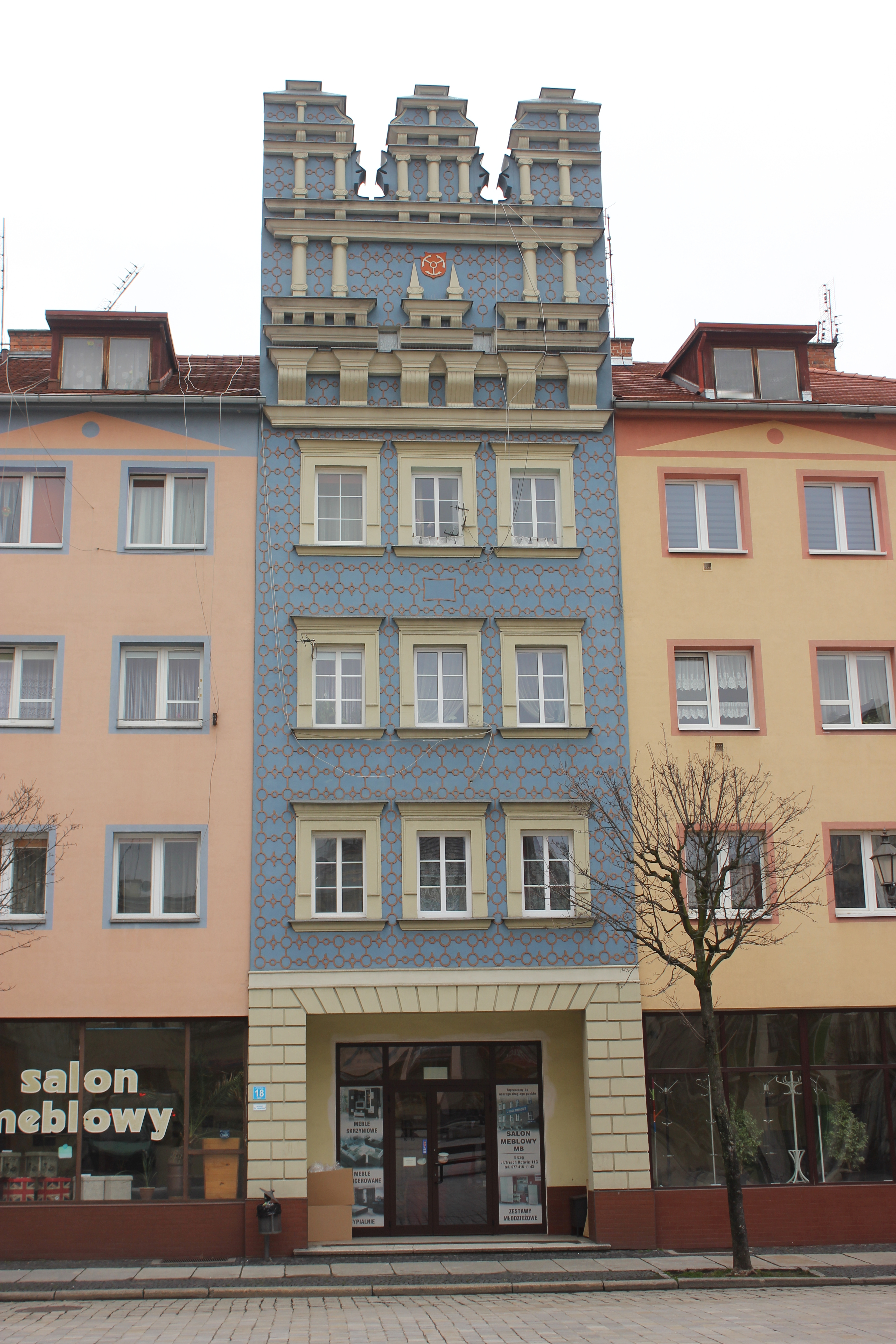
Haus Nr. 18

### Rathaus
Das Ring auf dem Ring wurde zwischen 1570 und 1577 im Stil der Renaissance errichtet.

### Ring Nr. 2
Das viergeschossige Wohn- und Geschäftshaus mit Flachdach liegt an der Ostseite des Rings. Im Jahr 2000 wurde das Gebäude saniert und gotische Mauerfragmente wurden freigelegt.

### Ring Nr. 6
Das viergeschossige Wohn- und Geschäftshaus liegt an der südöstlichen Seite. Es entstand Anfang des 20. Jahrhunderts im Jugendstil mit einem Satteldach.

### Ring Nr. 12
Das ehemalige Gebäude der Neuen Kommandantur wurde 1945 zerstört. Erhalten hat sich das barocke Portal aus dem Jahr 1727, welches in ein modernen Wohn- und Geschäftshaus integriert wurde.

### Ring Nr. 15
Das dreigeschossige Geschäftshaus an der Ecke zu ul. Garbarska entstand im 18. Jahrhundert im barocken Stil. Der Bau gehörte ursprünglich dem Kloster Czarnowanz bei Oppeln. Bis 1945 befand sich im Haus das Hotel „Goldenes Lamm“.

### Ring Nr. 18
Das Wohn- und Geschäftshaus zählt zu den kunsthistorisch wertvollsten Gebäudes am Ring. Das Haus wurde 1621 erbaut und besitzt einen aufwendig gestalteten zweigeschossigen Giebel im Stil der Renaissance. Das Gebäude wurde 1945 teilweise zerstört und später wieder originalgetreu rekonstruiert.